# マックス、モン・アムール
『マックス、モン・アムール』（仏: Max, Mon Amour; 英: Max My Love）は、1986年制作のフランスの恋愛映画である。
タイトルはフランス語で「愛しい人マックス」の意（正確な読みは“マックス、モナムール”）。本作は、人間の女性とチンパンジーとの恋愛を描いた異色の作品であり、チンパンジーは本物とリック・ベイカーが製作したダミーが併用された。
本作の監督を務める大島渚は単身渡仏し、外国のスタッフや俳優を集めて制作した。
第39回カンヌ国際映画祭コンペティション部門に出品。

## あらすじ
パリのイギリス大使館で要職にあるピーターは妻のマーガレットや息子と幸福な生活を送っていたが、最近、マーガレットが毎日家を空けるようになった。妻の浮気を疑い、探偵に調査させるピーター。
マーガレットは部屋を借り、姿を現さぬ誰かとそこで過ごしているらしい。部屋に踏み込んだピーターは、彼女がマックスという名のチンパンジーとベッドを共にしているのを見て驚愕する。動物園で眼と眼が合ってお互いに惹かれ合い、引き取ったと話すマーガレット。
ピーターは迷い悩んだ末に、妻とマックスの愛の関係を探るべく、自分たちの住むアパルトマンに檻のある部屋を作り、マックスと同居することを決める。客の前に姿を現して怯えさせたり騒動は起こすが、マックスの存在を受け入れて行くピーター。
マーガレットが実母の介護でしばらく留守にすると、食事を一切取らなくなるマックス。衰弱死を危惧したピーターは、訪仏中の英国女王の大事な行事をすっぽかし、マックスをマーガレットのいる郊外の屋敷へ運んだ。マーガレットを見て気力を取り戻すマックス。
歩けるまでに回復したマーガレットの母親は、マックスを屋敷の近くの森で遊ばせた。森の奥に姿を消し、戻らないマックス。自分とマックスの仲に気づいた母親が故意に逃したと疑うマーガレット。だが、何処からか現れたマックスは、パリに戻るピーターの車の屋根に飛び乗り、無事に帰宅した。
ある朝、マックスやピーターと食卓を囲む平和な光景の中で、ポツリと自分の想像を語り出すマーガレット。大人になったチンパンジーは危険だと近所から苦情が出て、家に警官がやって来る。懇願しても飼うことは許されない。無心に食事するマックスを見ながら、「私は銃をとり、彼を殺した」と話すマーガレットで物語は終る。

## キャスト
- マーガレット・ジョーンズ：シャーロット・ランプリング
- ピーター・ジョーンズ：アンソニー・ヒギンズ
- カミーユ：ダイアナ・クイック
- マリア：ビクトリア・アブリル
- フランソワーズ：サビーヌ・オードパン
- 探偵：ピエール・エテックス
- ニコラ：ファブリス・ルキーニ

## 制作
本作の企画はルイス・ブニュエルの監督作に脚本家として参加してきたジャン＝クロード・カリエールのアイデアがもとになっており、ブニュエルの作品をプロデュースしてきたセルジュ・シルベルマンの提案によりスタートした。
そして、大島はカリエールとともに脚本を執筆した。
樋口尚文が記した『大島渚のすべて』によると、初期案ではマックスが殺害される結末も考えられたが、人間とサルの関係性を描くことにこそドラマがあるという大島の判断から、最終的には採用されなかったとされている。

### キャスティング
生前大島は、キャスティングに関して「一に素人、二に歌うたい、三四がなくて、五に映画スター。六七八九となくて十に新劇」という考え方を示していたとされており、たとえば『戦場のメリークリスマス』には、演技における「素人」である坂本龍一やビートたけし、「歌うたい」であるデヴィッド・ボウイが起用されている。
一方、本作においては「映画スター」に相当するシャーロット・ランプリングや、ヨーロッパ映画界における「新劇」俳優たちが起用されている。

## 反響
本作の制作が発表された時点ではセンセーショナルな内容になるのではないかと期待された。
ところが、実際に公開された際は、『愛のコリーダ』（1976年）と比べると刺激性に乏しく、当時の観客や評論家を困惑させたとされている。
ライターの松崎まことは、2020年に「洋画専門チャンネル ザ・シネマ」へ寄せたコラムの中で、彼らが戸惑った他の理由として、日本をテーマとした『愛のコリーダ』や『戦場のメリークリスマス』とは異なり、純然たるフランス映画のように見えた点を挙げている。
淀川長治は公開当時、この映画を"回春剤"としてのマックスを媒介として倒錯した形で夫婦の性愛を描いたものであり、谷崎潤一郎にも通じる世界を映像化した稀有な作品として高く評価した。

### 後世の反響
松崎は、本作が日本とフランスにおいて大ヒットしたという話は聞いたことがないとしつつも、大島の意図を踏まえると、フランス映画のエスプリが感じられる本作は十分成功したのではないかとみている。
動物性愛者（ズーフィリア）を調査した『聖なるズー』で知られるノンフィクション作家の濱野ちひろは、目立たないだけで、本作のような異種愛に共感する人は相当数いると推測している。
ライターの小峰健二は朝日新聞に寄せた記事の中で、印象的な場面としてマックスが自室で妻と息子とともに食事をする場面を挙げ、マックスを排除しようとする夫の方がシュールに見えたと述べている。そして、小峰は大島がこの映画を通じて、当時は当たり前とされた家族観を揺さぶったと締めくくっている。
中国の映画監督婁燁は、『パリ、ただよう花』の制作にあたって参考にした映画の一つとして本作を取り上げており、今見ると当時の大島の気持ちがよくわかるような気がしたとも話している。